# Solon Borglum

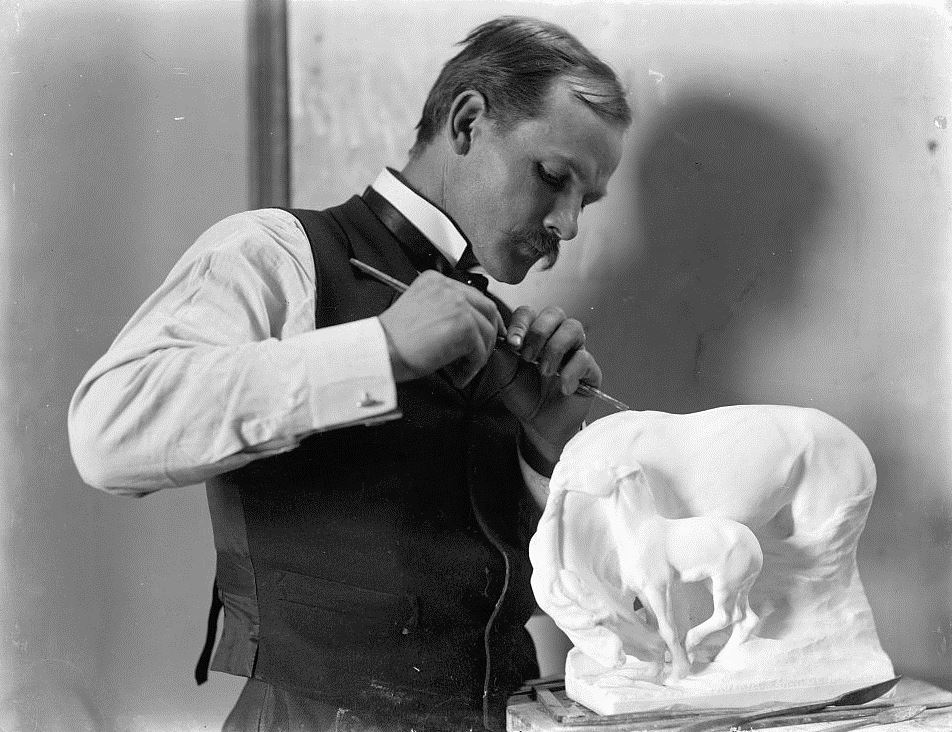
Solon Borglum, 1902

Solon Hannibal Borglum, född 22 december 1868, död 31 januari 1922, var en amerikansk bildhuggare av danskt påbrå. Han var bror till skulptören Gutzon de la Mothe Borglum.
Solon Borglum ägnade sig efter studier i Paris med framgång åt utförande av livliga skulpturer med scener från Vilda västern, särskilt med utmärkta hästbilder. Han har även utfört statyer, bland annat av general J. B. Gordon i Atlanta.